# 木本补血草
木本补血草（学名：Limonium suffruticosum），为白花丹科补血草属下的一个植物种。